# Frank Stein (Fußballspieler)
Frank Stein (* 29. August 1954) ist ein ehemaliger deutscher Fußballspieler. Zwischen 1975 und 1982 spielte er für die BSG Wismut Aue in der DDR-Oberliga, der höchsten Spielklasse im DDR-Fußball.

## Sportliche Laufbahn
Im Alter von 15 Jahren wurde Frank Stein 1969 in die Nachwuchsabteilung der Betriebssportgemeinschaft (BSG) Wismut Aue aufgenommen. 1974 stieg er mit der 2. Mannschaft von Wismut Aue aus der Bezirksliga Karl-Marx-Stadt in die zweitklassige DDR-Liga auf. Auch für die Saison 1974/75 wurde Stein für den Kader der 2. Mannschaft gemeldet, mit der 20 der 22 DDR-Liga-Spiele absolvierte und mit neun Treffern zum Torschützenkönig der Mannschaft wurde. Zum Saisonende wurde er zunächst in vier Oberligaspielen als Einwechsler eingesetzt, am letzten Punktspieltag stand er für 73 Minuten in der Anfangself und erzielte dabei seinen ersten Oberligatreffer. Es war das Führungstor zum 2:1-Sieg über den FC Rot-Weiß Erfurt. Für die Spielzeit 1975/76 wurde Stein offiziell in den Kader der Oberligamannschaft aufgenommen. Er bestritt auch die ersten drei Oberligaspiele, wurde danach aber wieder in der 2. Mannschaft eingesetzt. Nachdem er dort sechs DDR-Liga-Spiele absolviert hatte, in denen er zu vier Toren kam, wurde er im November 1975 für 18 Monate zum Wehrdienst in der Nationalen Volksarmee eingezogen. Zur Saison 1977/78 kehrte er zur BSG Wismut Aue zurück, wo er wieder für die Oberligamannschaft nominiert wurde. Bis zum Ende der Saison 1981/82 bestritt Stein 108 von 130 Oberligaspielen. Dabei stand er 79-mal in der Anfangself, bestritt ab nur 47 Partien über die gesamte Spieldauer. Die meisten Tore schoss er, in der Regel als Flügelstürmer aufgeboten, in der Spielzeit 1978/79, als er acht Treffer erzielte. Bereits mit 27 Jahren ging Stein 1981 in seine letzte Saison im Leistungsfußball. Nach seinen letzten 18 Oberligaspielen, in denen er noch einmal zu zwei Torerfolgen kam, beendete er seine Laufbahn im DDR-weiten Fußballspielbetrieb. Nach acht Spielzeiten war er auf 113 Oberligaspiele mit 17 Toren und 26 DDR-Liga-Spiele mit 13 Toren gekommen, die er alle für die BSG Wismut Aue bestritten hatte.